# ابن العديم
عمر بن أحمد بن هبة الله بن أحمد بن يحيى بن زهير بن أبي جرادة العقيلي المعروف بابن العَدِيم (588ـ 660 هـ / 1192ـ 1262 م) من أشهر مؤرِّخي العرب في القرن السابع الهجري وأدبائه، جمع شتَّى أنواع المعرفة، وكان مؤرِّخًا وفقيهًا ومحدِّثًا وشاعرًا وسفيرًا.

## مولده ونشاته
ولد ابن العَدِيم في مدينة حلب، في بيت عريق ألمّ أفراده بعناصر الثقافة فكان منهم الأدباء والشعراء والفقهاء والقضاة والعبّاد والزهاد. قال فيهم ياقوت الحموي: «وبيت أبي جرادة بيت مشهور من أهل حلب … يتوارثون الفضل كابراً عن كابر وتالياً عن غابر».
أما سبب تسمية العديم فذكره ياقوت في معرض حديثه عن ابن العديم إذ قال:
«سألته لم سميتم ببني العديم؟ فقال: هو اسم مُحدَث، لم يكن آبائي القدماء يُعرَفون بهذا». تلقَّى ابن العديم علومه الأولى على يد كبار شيوخ حلب ـ وكانت آنذاك غاصة بالعلماء والمدارس والمكتبات ـ وكان من أشهرهم، عبد المطلب الهاشمي، عمر ابن طبرزد، بهاء الدين يوسف بن رافع ابن شداد قاضي حلب، ثم رحل به والده في طلب العلم إلى القدس مرتين وكان عمره خمسة عشر عاماً، وزار دمشق أكثر من مرة وسمع بها عن كبار شيوخها مثل: أبي اليمن زيد بن الحسن الكندي والقاضي ابن الحرستاني والحسين بن صصري، كما رحل بمفرده أيضاً إلى العراق والحجاز طالباً العلم.
عين ابن العديم في مدرسة شاذنجت إحدى أكبر مدارس حلب وأشهرها وكان عمره آنذاك تسعاً وعشرين سنة، ودخل بلاط المملكة الأيوبية في حلب وظل نجمه يصعد في سماء السياسة إلى أن نال درجة الوزارة فيها، وأرسله ملوك حلب سفيراً إلى ملوك الدول المجاورة في بلاد الشام والجزيرة وآسيا الصغرى وإلى خلفاء بغداد وسلاطين القاهرة في أمور ومهام سياسية وغيرها، وكانت له علاقات وطيدة مع شخصيات عصره ومن أشهرها، الملك الظاهر غازي بن صلاح الدين، الملك الناصر يوسف بن محمد العزيز بن الملك الظاهر غازي، المؤرخ الأديب ياقوت الحموي، الشيخ عبد الله اليونيني، المؤرخ والأديب الأندلسي ابن سيد المقري علي بن موسى، الوزير والمؤرخ علي بن يوسف القفطي، القاضي ابن شداد يوسف بن رافع والحافظ عبد المؤمن بن خلف الدمياطي وغيرهم.
استمر ابن العديم مشاركاً في الحياة السياسية والعلمية لمدينة حلب إلى أن اضطر إلى مغادرتها وأسرته إلى دمشق عند تعرضها لجيوش هولاكو، وحينما توجهت جيوش المغول إلى دمشق ذهب إلى القاهرة حيث لقي حفاوة بالغة وظل فيها إلى ما بعد معركة عين جالوت، ولمَّا علم أن المغول جلوا عن الشام عاد إلى حلب فرآها خراباً لايمكن سكناها، فعاد أدراجه كسير القلب إلى القاهرة، ولم يمض على عودته عام حتى توفي فيها.

## مكانته ومؤلفاته

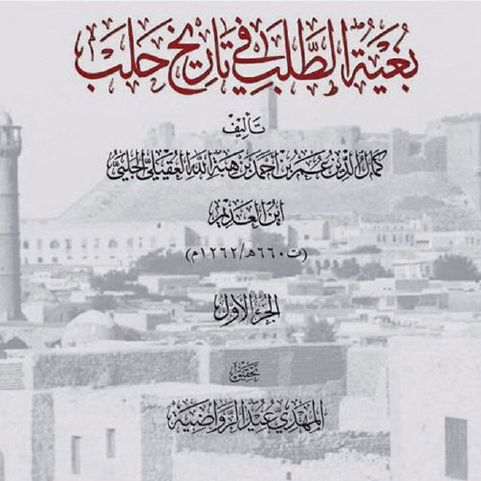
كتاب بغية الطلب في تاريخ حلب. من أبرز مؤلفات ابن العديم

بلغ ابن العديم مكانة عظيمة بين العلماء والشعراء وكان محط إجلالهم وتقديرهم ومنهم، ابن شاكر الكتبي الذي وثقه بقوله: «كان محدثاً، حافظاً، مؤرخاً، صادقاً، فقيهاً، منشئاً بليغاً، كاتباً مجوداً، درّس وأفتى وصنف وترسّل عن الملوك».
وتذكر المصادر أن لابن العديم مؤلفات عديدة منها ما هو مفقود، ومنها ما هو مخطوط أو منسوب إليه ويحتاج إلى من ينفض غبار السنين عنه ويحققه، ومنها ما تم تحقيقه وطباعته.
من المؤلفات المفقودة «كتاب الأخبار المستفادة في ذكر بني أبي جرادة» الذي نقل عنه ياقوت الحموي كثيراً من مادته في أثناء ترجمته لابن العديم، وكتاب «تبريد الأكباد في الصبر على فقد الأولاد»، وكتاب «ضوء الصباح في الحث على السماح»، وكتاب «الإشعار بما للملوك من النوادر والأشعار»، ومن مؤلفاته المخطوطة «كتاب في الخط وعلومه ووصف آدابه وأقلامه وطروسه»، و«تذكرة ابن العديم»، وكتاب مجموعة من القصائد وهو بعنوان «بلوغ الآمال مما حوى الكمال» ومن مؤلفاته المطبوعة، «الانصاف والتحري في دفع الظلم والتجري عن أبى العلاء المعري»، و«الوصلة إلى الحبيب في وصف الطيبات والطيب»، و«الدراري في ذكر الذراري»، و«زبدة الحلب في تاريخ حلب» استخلصه من كتابه الكبير «بغية الطلب» ورتب حوادثه على السنين.
أما كتابه «بغية الطلب في تاريخ حلب» فهو من أهم كتبه ويقع في أربعين مجلداً كتبها ابن العديم بخطه الجميل، بقي منه عشرة مجلدات فقط، ويتبوأ هذا الكتاب مكانة متميزة بين الكتب التاريخية الخاصة ببلاد الشام والتي اتخذت من التراجم إطاراً تاريخياً لتناول تاريخ العرب والمسلمين في عصورهم الستة الأولى المليئة بالأحداث والتطورات، وتزداد أهمية هذا الكتاب بالمنهج الذي سار عليه ابن العديم بذكر موارده صراحة واستقاء مادته مباشرة، وبذلك حفظ للقارئ بين دفتيه مكتبة تراثية عربية إسلامية ضخمة جمعت نفائس المؤلفات التي قل نظيرها، ويعد هذا الكتاب أوسع مؤلف عرفه التراث العربي عن تاريخ حلب والشام في إطار العالم الإسلامي آنذاك.

## مؤلفاته
- «الوصلة إلى الحبيب في وصف الطيبات والطيب».
- «بغية الطلب في تاريخ حلب» واختصاره المسمى «زبدة الحلب في تاريخ حلب»
- «دفع الظلم والتجري عن أبي العلاء المعري».[5]
- «الدَّراري في ذِكر الذَّراري» تحقيق محمد كمال.
- «تذكرة ابن العديم الحلبي» تحقيق إبراهيم صالح، هيئة أبوظبي للثقافة والتراث، 2011.